# Fatty Again
Fatty Again, também conhecido sob o título Fatty the Fourflusher, é um filme mudo de comédia curta norte-americano de 1914, dirigido e estrelado por Fatty Arbuckle.

## Elenco
- Fatty Arbuckle
- Minta Durfee
- Charles Murray
- Ricca Allen
- Jess Dandy -  (não creditado)